# Sven-Otto Österdahl
Sven-Otto Österdahl (i riksdagen kallad Österdahl i Visby), född 21 februari 1917 i Hejde, död 11 maj 1985 i Visby, var en svensk ämbetsman och politiker (folkpartist).
Sven-Otto Österdahl, som kom från en bondefamilj, började arbeta som arbetsförmedlare 1946 och blev slutligen byrådirektör vid länsarbetsnämnden i Gotlands län 1963. Han var också ledamot av stadsfullmäktige i Visby.
Han var riksdagsledamot i första kammaren för Kalmar läns och Gotlands läns valkrets 1968–1970. I riksdagen var han bland annat ledamot av andra lagutskottet 1969–1970 och suppleant i bankoutskottet 1968–1970. Han var särskilt engagerad i arbetsmarknadsfrågor. I riksdagen skrev han 64 egna motioner, särskilt om arbetsmarknadsfrågor, t ex utökning av prognosverksamheten, ATP-poäng för partiellt förtidspensionerade  och inlösning av egnahem vid flyttning av arbetsmarknadsskäl.
Sven-Otto Österdahl är begravd på Norra kyrkogården i Visby.